# Alfred Juergens
Alfred Juergens, né le 5 août 1866 à Chicago et mort le 18 avril 1934 à Oak Park dans l'Illinois, est un peintre américain.

## Biographie
Né le 5 août 1866 à Chicago, Alfred Juergens commence ses études artistiques à Chicago avant de travailler à Munich sous la direction de Robert Kochler, du professeur Gysis et de Diez. Il reçoit des médailles à Madrid et à Munich. Il est membre de l'Association des artistes de Munich, de l'Association des artistes d'Allemagne et de la Société internationale des beaux-arts.
Alfred Juergens meurt le 18 avril 1934 à Oak Park dans l'Illinois.

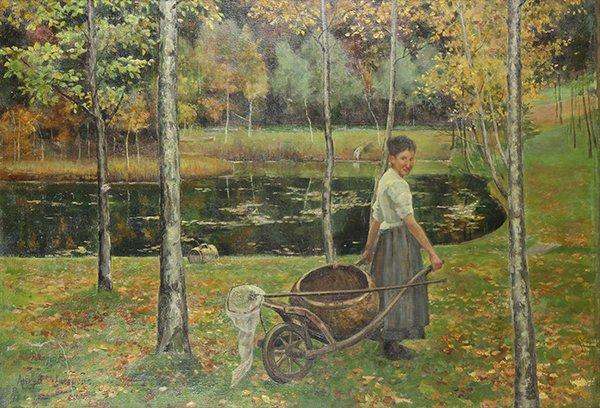
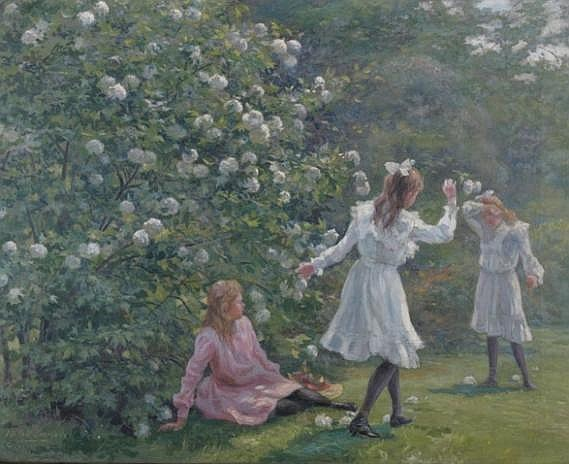
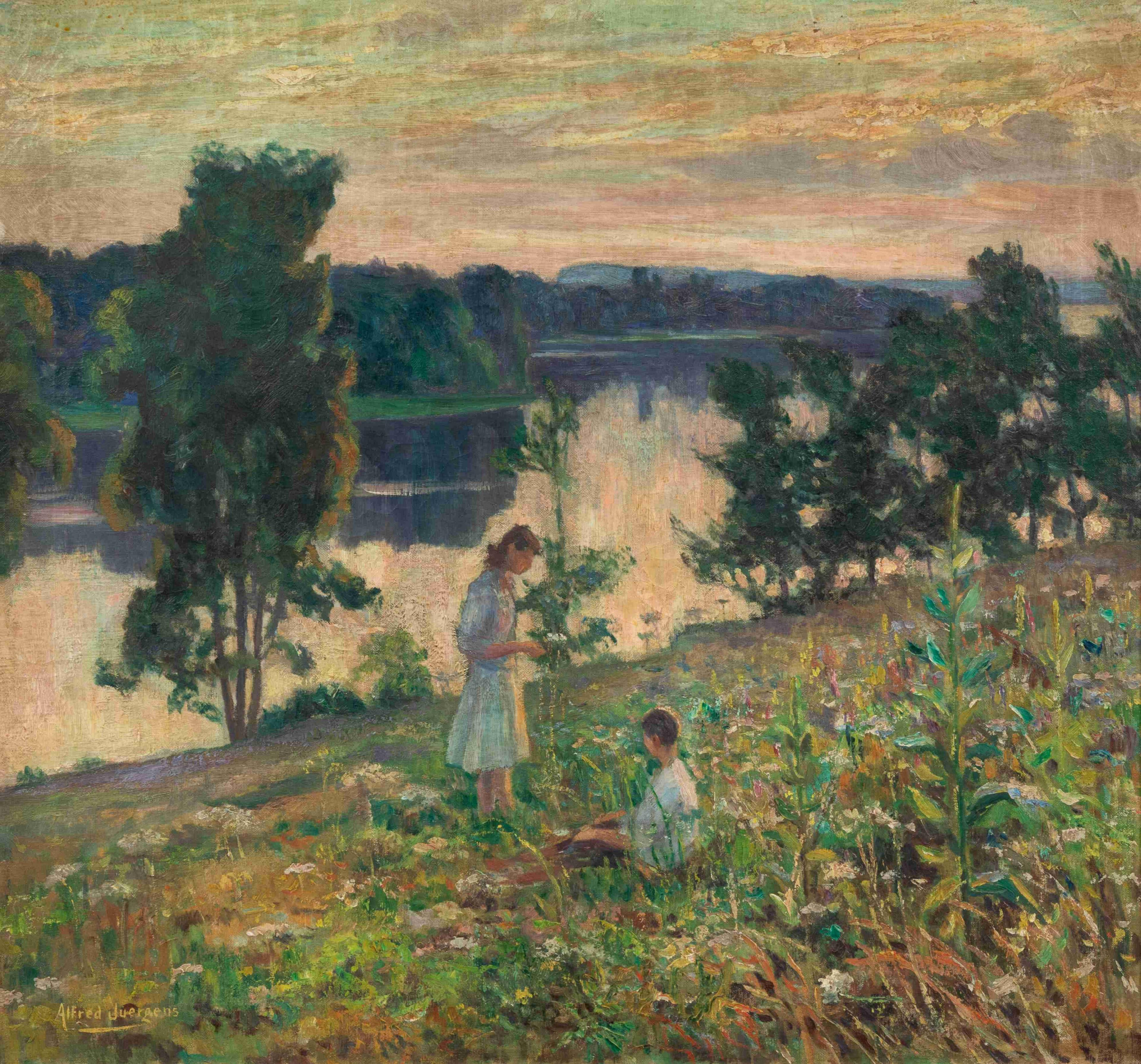